# Brioches La Boulangère/2004
Deze pagina geeft een overzicht van de Brioches La Boulangère-wielerploeg in 2004.

## Algemeen
Sponsor: Brioches La Boulangère (bakkerij)
Manager: Philippe Raimbaud
Ploegleiders: Jean-René Bernaudeau, Thierry Bricaud, Christian Guiberteau, Christophe Faudot
Fietsen: Time

## Renners
| Naam                | Geboortedatum | Nationaliteit | Ploeg 2003                     |
| ------------------- | ------------- | ------------- | ------------------------------ |
| Gorka Beloki        | 03-03-1978    | Spanje        | O.N.C.E.-Eroski                |
| Joseba Beloki       | 12-08-1973    | Spanje        | O.N.C.E.-Eroski                |
| Walter Bénéteau     | 18-07-1972    | Frankrijk     |                                |
| Giovanni Bernaudeau | 25-08-1983    | Frankrijk     | Stagiair                       |
| Franck Bouyer       | 17-03-1974    | Frankrijk     |                                |
| Anthony Charteau    | 04-06-1979    | Frankrijk     |                                |
| Sébastien Chavanel  | 21-03-1981    | Frankrijk     |                                |
| Sylvain Chavanel    | 30-06-1979    | Frankrijk     |                                |
| Mathieu Drujon      | 01-02-1983    | Frankrijk     | Stagiair                       |
| Yohann Gène         | 25-06-1981    | Frankrijk     | Stagiair                       |
| Anthony Geslin      | 09-06-1980    | Frankrijk     |                                |
| Maryan Hary         | 27-05-1980    | Frankrijk     |                                |
| Christophe Kern     | 18-01-1981    | Frankrijk     |                                |
| Laurent Lefèvre     | 02-07-1976    | Frankrijk     | Jean Delatour                  |
| Rony Martias        | 04-08-1980    | Frankrijk     |                                |
| Alexandre Naulleau  | 22-01-1981    | Frankrijk     |                                |
| Mickael Pichon      | 17-09-1973    | Frankrijk     | fdjeux.com                     |
| Jérôme Pineau       | 02-01-1980    | Frankrijk     |                                |
| Franck Renier       | 11-04-1974    | Frankrijk     |                                |
| Didier Rous         | 18-09-1970    | Frankrijk     |                                |
| Matthieu Sprick     | 29-09-1981    | Frankrijk     | Neo                            |
| Thomas Voeckler     | 22-06-1979    | Frankrijk     |                                |
| Unai Yus            | 13-02-1974    | Spanje        | Cantanhede-Marques de Marialva |

## Belangrijke overwinningen
| Clásica de Almería Winnaar: Jérôme Pineau Route Adélie de Vitré Winnaar: Anthony Geslin Ronde van de Sarthe 1e etappe: Franck Bouyer Parijs-Camembert Winnaar: Franck Bouyer Vierdaagse van Duinkerken 3e etappe: Didier Rous Eindklassement: Sylvain Chavanel Ronde van België Eindklassement: Sylvain Chavanel Dwars door de Morbihan Winnaar: Thomas Voeckler Route du Sud 4e etappe: Thomas Voeckler Nationale kampioenschappen wielrennen Frankrijk (wegwedstrijd): Thomas Voeckler Ronde van de Doubs Winnaar: Matthieu Sprick Ronde van het Waalse Gewest 5e etappe: Sébastien Chavanel | Polynormande Winnaar: Sylvain Chavanel Ronde van de Ain 1e etappe: Jérôme Pineau Eindklassement: Jérôme Pineau Ronde van de Limousin 3e etappe: Didier Rous Ronde van Poitou-Charentes 3e etappe: Sylvain Chavanel 4e etappe: Sylvain Chavanel GP Ouest France-Plouay Winnaar: Didier Rous Ronde van Hessen 4e etappe: Unai Yus Ronde van de Toekomst 4e etappe: Sébastien Chavanel 5e etappe: Sébastien Chavanel 6e etappe: Christophe Kern Parijs-Bourges Winnaar: Jérôme Pineau |

2000 · 2001 · 2002 · 2003 · 2004 · 2005 · 2006 · 2007 · 2008 · 2009 · 2010 · 2011 · 2012 · 2013 · 2014 · 2015 · 2016 · 2017 · 2018 · 2019 · 2020 · 2021 · 2022 · 2023 · 2024 · 2025